# NGC 3318
NGC 3318 é uma galáxia espiral barrada (SBbc) localizada na direcção da constelação de Vela (constelação). Possui uma declinação de -41° 37' 38" e uma ascensão recta de 10 horas, 37 minutos e 15,0 segundos.
A galáxia NGC 3318 foi descoberta em 2 de Março de 1835 por John Herschel.